# فرناندو سوتو أباريسيو
فرناندو سوتو أباريسيو (بالإسبانية: Fernando Soto Aparicio)‏ (و. 1933 – 2016 م) هو كاتب، وكاتب مسرحي، وشاعر، وكاتب سيناريو من كولومبيا .
توفي في بوغوتا .بسبب سرطان المعدة .

## جوائز
حصل على جوائز منها:
- Casa de las Américas Prize (1970).

## روابط خارجية
- فرناندو سوتو أباريسيو على موقع IMDb (الإنجليزية)